# Balkanbergen

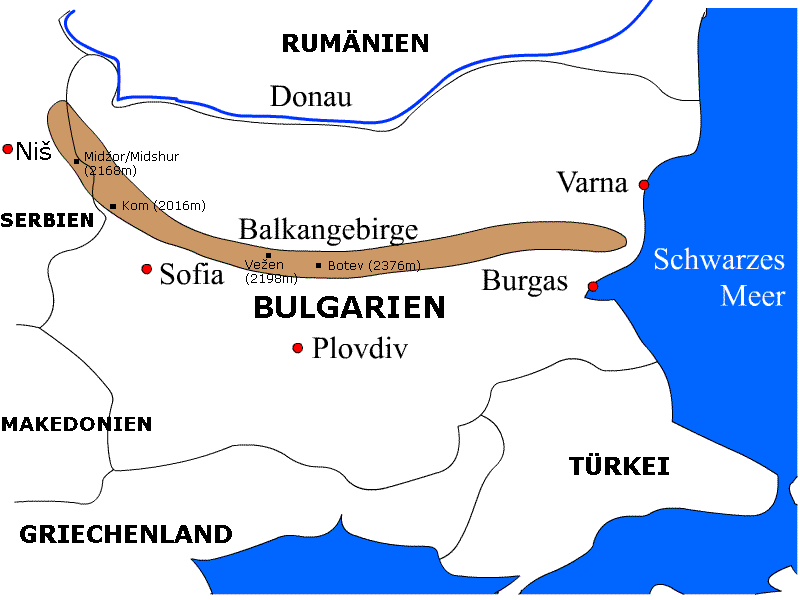
Tyskspråkig karta över Balkanbergen

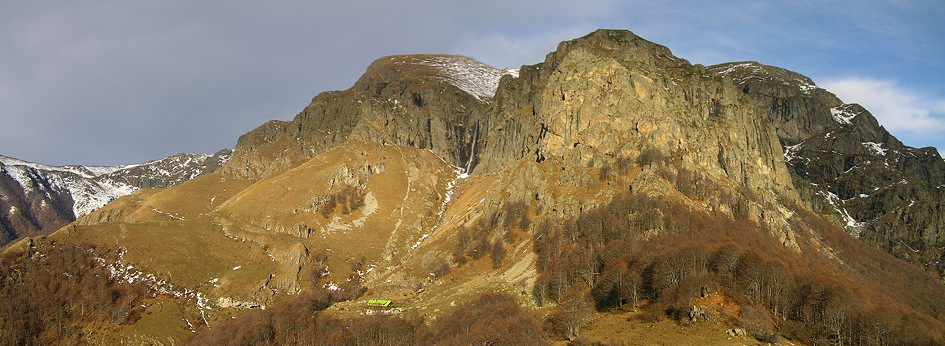
De centrala Balkanbergen i Bulgarien

Balkanbergen (bulgariska: Stara Planina) är en bergskedja på Balkanhalvön, till vilken den givit sitt namn. Den sträcker sig från östra Serbien genom hela Bulgarien till Svarta havet, där den slutar tvärt vid Kap Emine. På bulgariska och serbiska kallas bergskedjan Stara Planina (Стара планина, "gammal bergskedja"). Ibland inkluderas Rilabergen och Pirinbergen i begreppet Balkanbergen, men inte i begreppet Stara Planina. Det latinska namnet var Haemus mons. Det antas att namnet Haemus härstammar från ett thrakiskt ord. Namnet Balkan kommer från det turkiska ordet för "berg".

## Topografi
Balkanbergen är den största bergskedjan på Balkanhalvön och i Bulgarien. Den är en förlängning av den alpint-karpatiska veckningen. Bergen är förbundna med Alperna via de dinariska bergen, och de är endast avskilda från Karpaterna på grund av Donau.
Bergskedjan börjar vid Timokfloden nära gränsen till Serbien. Därefter delar den sig i många kedjor över ett förlopp på mer än 500 kilometer och når 2376 meter med Botevs topp. Bergskedjan slutar tvärt vid Kap Emine vid Svarta havets kust. Balkanbergen är det viktigaste hindret mellan Donau i norr och Maritsa i söder. Det finns cirka 20 bergspass, varav Sjipkapasset är det mest kända. Balkanberget är ungefär 3645 meter vid den Serbiska sidan.
De högsta bergstopparna i bergsregionen är Musala i Rilabergen (2925 meter) och Vichren i Pirinbergen (2914 meter). I själva Stara Planina är det högsta berget Botev med 2376 meter.
Bergen består mest av kalk, men det finns också kol, grafit och malm. Området är präglat av jordbävningar och andra tecken på vulkanisk aktivitet som varma och mineralrika källor.

## Historia
Bergsbyar som Veliko Tărnovo blev viktiga för den spirande bulgariska frihetsrörelsen (bulgariska renässansen) på 1800-talet. Några av de mest dramatiska och berömda slagen i Bulgariens historia utkämpades omkring Sjipkapasset.

## Ekonomi
Området är i hastig ekonomisk utveckling, och särskilt vinproduktionen håller på att anpassas till världsmarknadens krav.
I bergsområdena utvecklas skidåkningscentra, och på sommaren kan vandrare följa väluppmärkta rutter genom bergen.

## Ekologiska villkor
Bergen bildades för 100 till 50 miljoner år sedan. Under istiderna var Balkanbergen isfria och tjänade som tillsflyktsorter för växter och djur. Både områdets isolering under istiderna och de många skiftena från kallt höglandsklimat till varmt medelhavsklimat och tillbaka har efterlämnat en flora med mer än 3000 arter, varav cirka 1000 är endemiska.
Bergskedjan bildar ständigt en klimatbarriär mellan det kontinentala klimatet i norr och det mildare, medelhavspräglade klimatet i söder. Nederbördsmängden i bergen ligger på mer än 1000 millimeter per år, och det är långa, hårda vintrar.
De största höjderna har alpina ängar, som rymmer alpina och arktiska växter. Längre ned finns barrskog och på de nedersta sluttningarna finns blandat lövskog med bok och avenbok som de dominerande arterna. På skyddade sluttningar finner man skogar med Balkanbok (Fagus moesiaca) och lagerbär-körsbär (Prunus laurocerasus).

## Flora

### Trädartade växter
- Ädelgran (Abies alba)
- Tysklönn (Acer pseudoplatanus)
- Hästkastanje (Aesculus hippocastanum)
- Berberis (Berberis vulgaris)
- Avenbok (Carpinus betulus)
- Hassel (Corylus avellana)
- Perukbuske (Cotinus coggygria)
- Bok (Fagus sylvatica)
- Körsbärskornell (Cornus mas)
- Färgginst (Genista tinctoria)
- Europeisk humlebok (Ostrya carpinifolia)
- Svarttall (Pinus nigra)
- Makedonisk tall (Pinus peuce)
- Ungersk ek (Quercus frainetto)
- Ullek (Quercus pubescens)
- Äppelrönn (Sorbus domestica)
- Tyskoxel (Sorbus torminalis)
- Silverlind (Tilia tomentosa)

### Örtaktiga växter
- Läkemalva Althaea officinalis
- Getväppling Anthyllis vulneraria
- Knylhavre Arrhenatherum elatius
- Darrgräs Briza media
- Cikoria Cichorium intybus
- Flocknäva Geranium macrorrhizum
- Knölvial Lathyrus tuberosus
- Kärringtand Lotus corniculatus
- Grusslok Melica ciliata
- Kattmynta Nepeta cataria
- Oregano Origanum vulgare
- Kryddsalvia Salvia officinalis
- Ängssalvia Salvia pratensis
- Gamander Teucrium chamaedrys
- Kråkvicker Vicia cracca
- Vintergröna Vinca minor

## Fauna
Samma villkor som gjort floran så varierad har också givit Balkanbergen ett rikt djurliv. Som exempel kan nämnas:
- Brunbjörn (Ursus arctos)
- Gems (Rupicapra rupicapra)
- Huggorm (Viper) e (flera arter)
- Kejsarörn (Aquila heliaca)
- Kronhjort (Cervus elaphus)
- Lodjur (Lynx lynx)
- Räv (Vulpes vulpes)
- Stenmård (Martes foina)
- Svart stork (Ciconia nigra)
- Utter (Lutra lutra)
- Varg (Canis lupus)
- Vildkatt (Felis silvestris)
- Vildsvin (Sus scrofa)

### Fotnoter
1. ↑  ”Balkanbergen”. Nationalencyklopedin. http://www.ne.se/uppslagsverk/encyklopedi/l%C3%A5ng/balkanbergen-(balkanbergen). Läst 2 februari 2016.